# 수학 교육

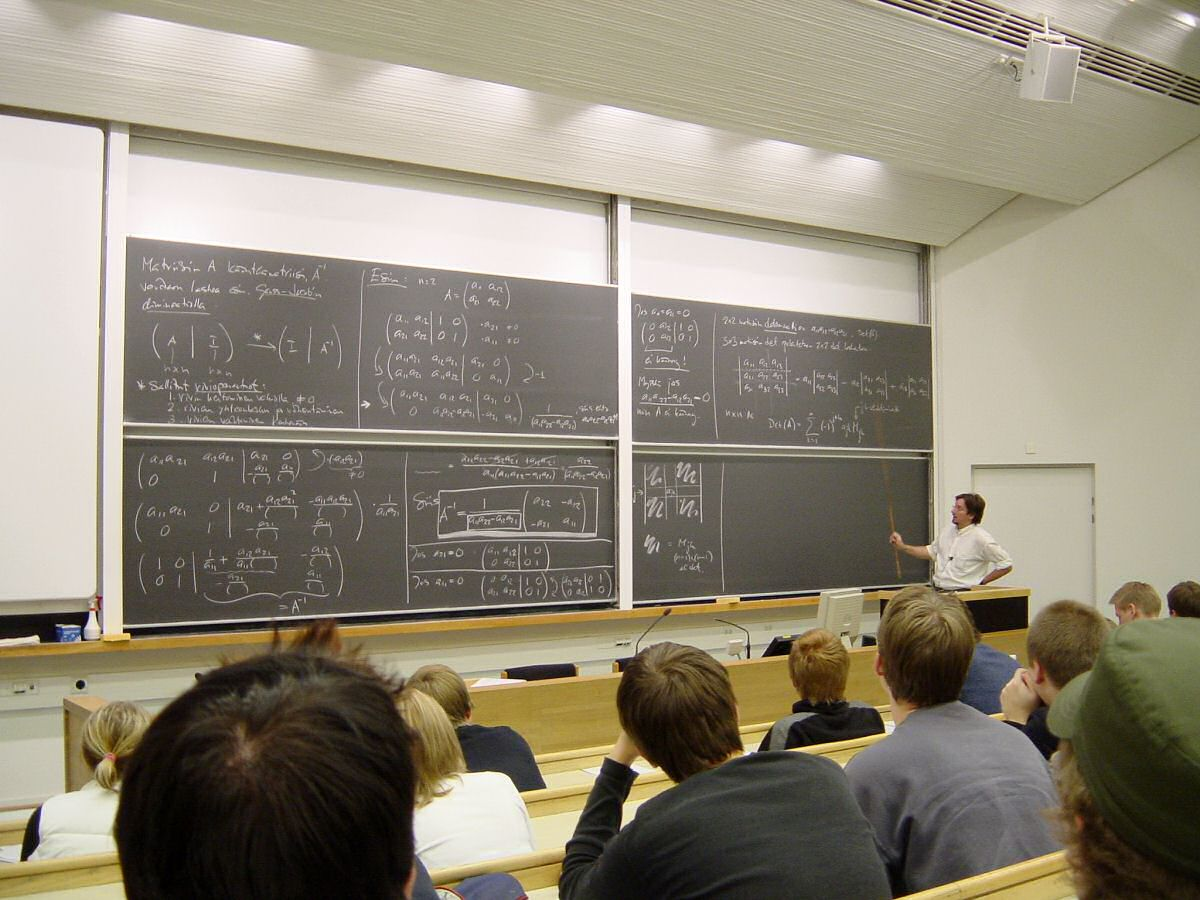
핀란드 헬싱키 기술 대학교에서 진행된 수학 강의

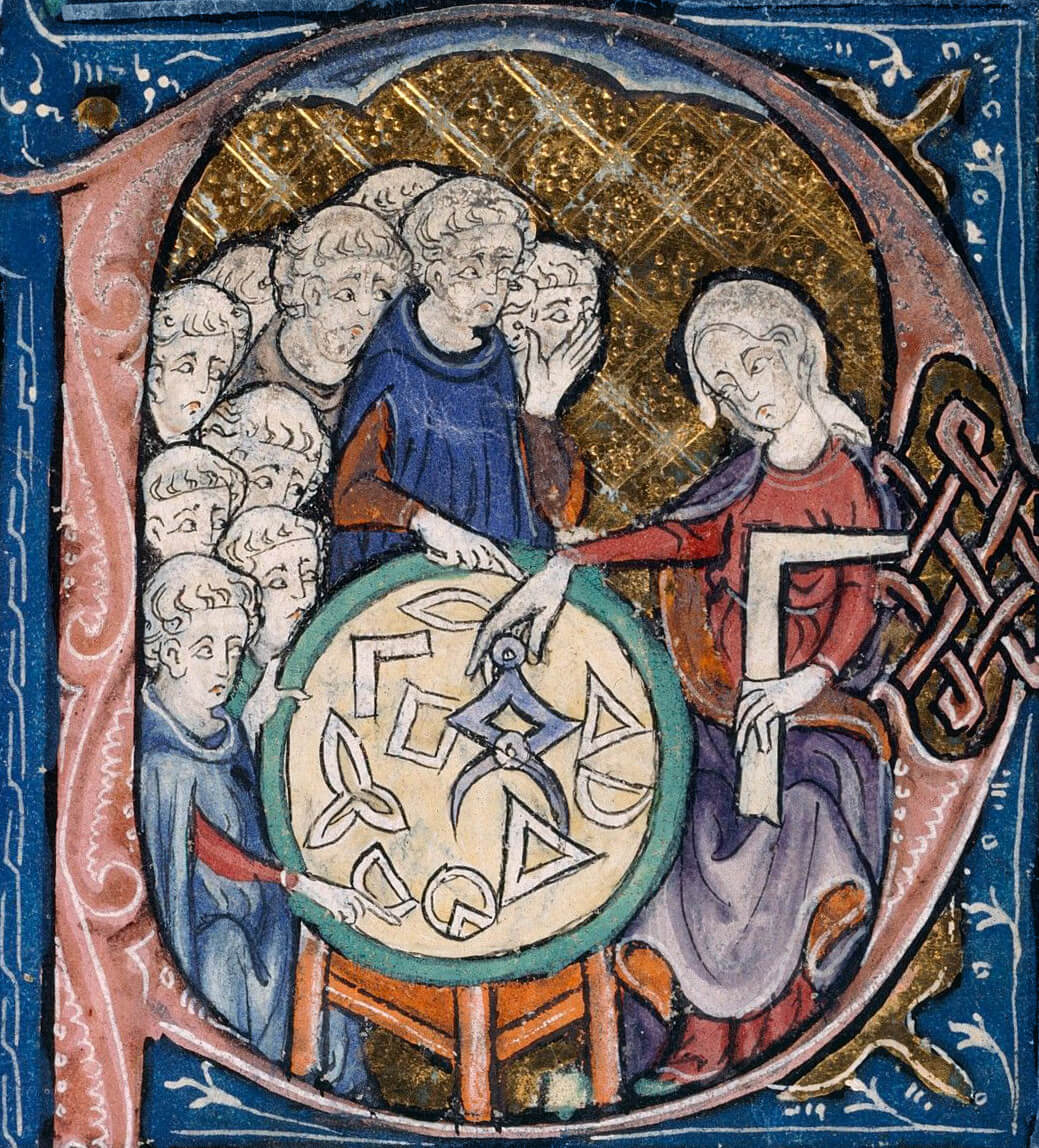
기하학을 가르치는 여성을 주제로 하여 제작된 《에우클레이데스의 원론》의 삽화 (14세기에 제작됨)

수학 교육(數學 敎育)은 수학에 관한 교육 활동을 가리킨다. 여기서는 주로 수학과 관련된 이론, 실천, 역사 등을 다룬다.
일반적으로 수학 교육이라고 하면 전 세계의 모든 나라 및 지역에서 진행되는 학교 교육(특히 의무 교육)에서의 수학 수업, 이와 관련된 학습 활동을 가리키는 것이 많다. 학년별로 학습 내용은 크게 다르지만 주로 "수학 관련 지식 습득 및 활용"이 목표이다. 기본적으로는 학문적인 수학(산술, 대수학, 기하학, 해석학, 통계학 등)의 기초인 경우가 대부분이다.
한편 학교 교육 이외의 수학 교육·학습 활동(사회 교육)으로는 학원에서의 수학 교육을 들 수 있지만 이것이 '수학 교육'의 대상이 되는 것은 드물다. 또한 수학 교육에서 특정 영역에 대해 생각할 때에는 '산술 교육', '대수학 교육', '기하학 교육', '해석학 교육', '통계학 교육' 등으로 세분화되는 경우가 있다. 또한 수학 교육 전반을 다루는 연구 교육은 교육학 분야 가운데 하나로 여겨지고 있다.

## 역사
수학의 역사는 고대 그리스 시대로까지 거슬러 올라가기 때문에 수학 교육의 역사도 거기서 비롯됐다고 볼 수 있다. 실제로 고대 그리스, 고대 로마, 고대 이집트 등 수많은 고대 문명들에서 산술과 기하학(에우클레이데스의 《원론》에 기초함)이 자리잡았다. 이것은 당시의 석공, 상인, 대금업과 같은 직업에서 중요시되고 있었지만 당시의 교육의 대상은 부유층에 속하는 남자뿐이었으며 모든 사람들이 배울 수 있는 것은 아니었다.
이처럼 고대부터 중시돼 온 수학이지만 르네상스 시대에 그 학술적 위상은 크게 떨어지게 된다. 이 시기의 수학은 무역 등의 경제 활동에서 중시되었고 학술적으로는 서양의 여러 대학에서 자연 철학 및 도덕 철학을 연구하기 위한 수단에 머물렀다. 이러한 상황은 17세기에 영국 애버딘 대학교, 옥스퍼드 대학교, 케임브리지 대학교 등에서 수학 교수 자리가 생기면서 호전되었지만 여전히 대학교 밖에서 수학을 가르칠 수는 없었다.
18세기에 일어난 산업 혁명을 계기로 유럽 각지의 인구가 급증하면서 도시의 생활도 변화했는데 시각을 파악하거나 돈을 계산하거나 간단한 연산을 하는 능력 등의 기본적 기술이 모든 사람들에게 필수적이었다. 새로 도입된 학교 교육 제도 가운데 수학은 일찍부터 교과 과정의 핵심이 되었다. 이러한 학교 교육 체계는 20세기까지 모든 선진국에서 도입되었다. 또한 마셜 맥루헌의 "전기의 시대"(Electric ages)라는 발언을 계기로 수학 교육은 이전의 지식 주입형에서 문제 해결형으로 변화하게 되었다.

## 목표
다른 시기에 그리고 다른 문화와 나라에서 수학 교육은 다양한 다른 목표를 달성하려고 시도해왔다. 이러한 목표에는 다음이 포함된다.
- 모든 학생들에게 숫자에 대한 기본적인 기술을 가르치고 배우는 것
- 대부분의 학생에게 무역이나 공예품을 따르도록 하는 실용 수학(산술, 초등 대수학, 평면 및 입체 기하학, 삼각법)의 가르침
- 어린 나이에 추상적인 수학적 개념(예: 집합과 함수)의 가르침
- 공리 시스템의 예로서 수학의 선택된 영역(예: 유클리드 기하학)과 연역에 따른 추론 모델
- 현대 세계의 지적 성취 가운데 한 예로 여겨지는 수학의 선택된 영역(미적분학 등) 교육
- 과학·기술·공학·수학(STEM 교육) 분야의 직업을 따르기를 원하는 학생들을 가르치기 위한 고급 수학
- 일상적이지 않은 문제를 해결하기 위한 휴리스틱 이론 및 그 외의 문제 해결 전략

## 방식
어떤 특정한 맥락에서 사용되는 교육 방식은 관련 교육 시스템이 달성하려고 하는 목표에 의해 크게 결정된다. 수학을 가르치는 방식은 다음과 같다.
- 고전적 교육: 연역에 따른 추론의 패러다임으로 여겨진 《에우클레이데스의 원론》을 기반으로 한 중세 시대의 고전적 교육 커리큘럼의 일부인 사과를 가르치는 방식인 수학 교육이다.
- 컴퓨터 기반 수학: 수학 소프트웨어를 계산의 주요 도구로서 사용하는 것에 기초하는 접근법이다.
- 컴퓨터 기반 수학 교육: 컴퓨터를 사용하여 수학을 가르치는 교육 방식이다. 모바일 애플리케이션은 또한 학생들이 수학을 배우는 것을 돕기 위해 개발되었다.
- 전통적인 접근법: 수학적 개념, 사상, 기술의 계층을 통한 점진적이고 체계적인 지도 방식이다. 산술로 시작해서 유클리드 기하학과 기초 대수학을 동시에 가르친다. 교육 과정과 교과 과정 결정은 교육학적 고려보다는 과목의 논리에 의해 좌우되는 경우가 많기 때문에 강사가 기초 수학에 대해 잘 알고 있어야 한다. 다른 방법들은 이 접근법의 일부 측면을 강조함으로써 나타난다.
- 탐색 수학: 개방형 질문 및 조작 도구를 사용하여 문제 기반 또는 조회 기반 학습을 중심으로 수학을 가르치는(발견 학습) 구성론적 방법. 이러한 유형의 수학 교육은 2005년부터 캐나다의 여러 지역에서 시행되었다. 직접 학습, 암기를 중시하는 전통적인 교수 모델에 비해 많은 사람들이 수학 점수 하락으로 인한 효과성을 비판하면서 캐나다 수학 전쟁 논쟁의 선두에 서 있다.
- 연습: 분수를 추가하거나 이차 방정식을 푸는 것과 같은 유사한 유형의 연습을 대량으로 완료함으로써 수학적 기술을 강화한다.
- 역사적 방법: 역사적, 사회적, 문화적 맥락에서 수학의 발전을 가르친다. 기존 접근 방식보다 더 많은 인적 관심을 제공한다.
- 숙달: 대부분의 학생들이 진보하기 이전에 높은 수준의 역량을 획득할 것으로 기대되는 접근 방식이다.
- 신수학: 집합론, 함수, 10 이외의 밑과 같은 추상적인 개념에 초점을 맞추는 수학을 가르치는 방법이다. 냉전 초기에 소련이 차지하고 있던 우주에서의 기술적 우위의 도전에 대한 대응 차원에서 미국에서 채택되었고 1960년대 후반부터 도전을 받기 시작했다. 신수학에 대한 가장 영향력 있는 평론 가운데 하나는 1973년 모리스 클라인(Morris Kline)의 책 《왜 조니는 덧셈을 못하는가》(Why Johnny Can't Add)였다. 신수학 방법은 톰 레어러(Tom Lehrer)의 가장 인기 있는 패러디 노래 가운데 하나의 주제였다. 레어러는 이 노래를 통해 "... 알다시피 새로운 접근법에서 중요한 것은 올바른 답을 얻는 것보다 여러분이 무엇을 하고 있는지 이해하는 것이다."라고 지적했다.
- 문제 해결: 학생들을 개방적이고 특이하며 때로는 풀리지 않는 문제들로 설정함으로써 수학적 독창성, 창의성, 그리고 휴리스틱 이론에 따른 사고 방식을 키운다. 그 문제들은 간단한 단어 문제에서부터 국제수학올림피아드와 같은 국제 수학 대회의 문제까지 다양할 수 있다. 문제 해결은 새로운 수학적 지식을 쌓기 위한 수단으로 사용되며 일반적으로 학생들의 사전 이해를 바탕으로 한다.
- 레크리에이션 수학: 재미있는 수학 문제는 학생들이 수학을 배우도록 동기를 부여하고 수학의 즐거움을 높일 수 있다.
- 표준 기반 수학: 미국과 캐나다의 대학 수학 이전의 교육 비전, 수학 사상과 절차에 대한 학생 이해 심화에 초점을 맞춘 교육 방식이다. 학교 수학의 원리·표준을 만든 미국의 수학 단체인 전국수학교사협의회가 공식화했다.
- 관계형 접근 방식: 수업 주제를 사용하여 일상적인 문제를 해결하고 이 주제를 현재 사건과 연관시킨다. 이러한 접근법은 수학의 많은 사용에 초점을 맞추고 학생들이 왜 수학을 알아야 하는지 이해하는 데 도움을 줄 뿐만 아니라 학생들이 교실 밖의 실제 상황에 수학을 적용하는 데에 도움을 준다.
- 암기 학습: 일반적으로 의미가 없거나 수학적 추론에 의해 뒷받침되는 반복과 암기에 의한 수학적 결과, 정의 및 개념을 가르치는 교육 방식이다. 파괴적인 용어는 "굴착하고 죽이기"(drill and kill)이다. 전통적인 교육에서 암기 학습은 곱셈표, 정의, 공식, 그리고 수학의 다른 측면을 가르치기 위해 사용된다.